# Конопка, Магда
Магда Конопка (Магдалена Новина Конопка, пол. Magdalena Novina Konopka; род. 1943, Варшава) — польская актриса
 и фотомодель, пользовалась популярностью в Италии, особенно в 1960-х — 1970-х годах благодаря нескольким сыгранным в то время эротическим киноролям.
Также активно работала на телевидении, снималась в фильмах категории «Б» (вестернах, триллерах, детективах, полицейских боевиках и так далее).

## Биография
Родилась в католической аристократической семье (мать — археолог, отец — землевладелец и коннозаводчик, прадед воевал в наполеоновских войнах). В конце 1950-х вместе с семьёй переехала в Лондон.
В Лондоне работала моделью, и итальянский актёр Массимо Серато пригласил её поехать в Рим, где в 1965 году она получила первую роль в фильме Thrilling. В декабре того же года вышла замуж за франко-канадского миллиардера Жан-Луи Десси, но уже следующей весной рассталась с ним. В январе—августе 1967 года появлялась на обложке еженедельника Time, затем в мае 1970 на обложке Penthouse. В январе 1967 года и в ноябре 1970 года появилась на страницах Playmen.
Последние фильмы с участием Конопки пришлись на конец 1970-х годов.

## Телевидение
- Опасный человек (1964, A Date with Doris, эпизод Conchita Parrondo)
- Department S (1970, эпизод A Fish Out of Water)
- Jason King (1971, эпизод Variations on a Theme)
- Сыщики-любители экстра класса (1972, эпизод)

## Фильмография
- Бекет (1964, нет в титрах)
- Thrilling (1965, эпизод Il vittimista)
- Le piacevoli notti, Армандо Криспино и Лучано Лучиньяни (1966)
- 7 monaci d’oro (1966)
- Colpo doppio del camaleonte d’oro (1967)
- Liebesnächte in der Taiga (1967)
- Segretissimo (1967)
- Satanik (1968)
- …e per tetto un cielo di stelle, Джулио Петрони(1968)
- La notte dei serpenti (1969)
- I diavoli del mare (1970)
- Когда на земле царили динозавры (1970)
- Quickly, spari e baci a colazione, Альбоерто Каваллоне (1971)
- Слепой (1971)
- Forza «G» Дуччо Теззари (1972)
- Canterbury proibito (1972)
- Cristiana monaca indemoniata (1972)
- Lucky Luciano (1973)
- Prostituzione, Рино Ди Сильвестро (1974)
- Diabolicamente… Letizia, Сальваторе Буньятелли (1975)
- Superuomini, superdonne, superbotte, Альфонсо Бреския Brescia (1975, другое название: Amazzoni contro supermen)
- Il vizio ha le calze nere (1975)
- La cameriera nera (1976)
- La sposina Серджо Бергозелли (1976)
- La campagnola bella (1976)
- La casa (1976)
- La zia di Monica (1979)